# 황은총
황은총(黃恩總, 2006년 1월 10일 ~ )은 대한민국의 축구 선수로 포지션은 미드필더이며 현재 K리그1 강원 FC 소속이다.